# Andrew Wood
Andrew Patrick Wood (Columbus, 8 gennaio 1966 – Seattle, 19 marzo 1990) è stato un cantante e bassista statunitense, noto per essere stato il frontman dei Malfunkshun prima e dei Mother Love Bone poi, due gruppi considerati progenitori del grunge.

## Biografia

### Infanzia
Wood nasce a Columbus, in Mississippi, ma cresce a Bainbridge Island, nello stato di Washington. È il più giovane di tre fratelli; gli altri due sono Kevin e Brian. I genitori non solo li tirano su facendo loro ascoltare molta musica, ma sostengono anche i tre fratelli quando questi ultimi decidono di imparare a suonare gli strumenti musicali. Andrew si appassiona e trae ispirazione dalla musica di artisti come Elton John, i Queen, gli Aerosmith e i Kiss.

### Malfunkshun (1980-1988)
Andrew Wood entra a far parte del suo primo gruppo musicale all'età di quattordici anni: i Malfunkshun, assieme al fratello Kevin e all'amico Regan Hagar (in seguito batterista dei Satchel e dei Brad); nell'aprile del 1980 registrano il loro primo demo. Ogni membro del gruppo assume quindi un nome d'arte: Andrew diviene "Landrew the Love Child", Kevin diviene "Kevinstein" e Hagar "Thundarr". Già a partire dai primi tempi il giovane Andrew assume all'interno del gruppo un atteggiamento da rockstar, ispirato dalle icone del glam rock, che vestivano in maniera eccentrica e si truccavano in modo esagerato. Questo modo di porsi sul palco con fare da protagonista verrà mantenuto per tutta la sua carriera, facendo di lui uno dei personaggi più carismatici della scena di Seattle (molti paragoneranno Wood al cantante dei Guns N' Roses, Axl Rose, per la presenza scenica). Il suo stile di canto si rifà a quelli di Freddie Mercury, Paul Stanley e Marc Bolan.
Nel 1985 Wood comincia a fare uso di droghe e lo stesso anno entra in una comunità di recupero.
Nel 1986 i Malfunkshun realizzano alcuni demo, due delle quali, With Yo' Heart (Not Yo' Hands) e Stars-n-You, vengono inclusi nella compilation Deep Six, pubblicata nello stesso anno dalla C/Z Records. Il gruppo continuò a esibirsi a Seattle aprendo i concerti di altre band locali fino al 1988, anno del loro scioglimento.

### Mother Love Bone e ultimi anni (1988-1990)
Nel 1988 Andrew Wood e Regan Hagar lasciano i Malfunkshun e iniziano a provare insieme a due ex membri dei Green River, band scioltasi lo stesso anno: Stone Gossard e Jeff Ament. Cominciano ad esibirsi come cover band con il nome di Lords of the Wasteland ma presto si aggiunge a loro Bruce Fairweather, l'altro chitarrista dei Green River, seguito poi da Greg Gilmore (ex batterista dei 10 Minute Warning e degli Skin Yard) che rimpiazza Hagar. Con quest'ultima formazione la band cambia nome, su suggerimento di Wood, in Mother Love Bone.
Il gruppo inizia a comporre musica propria e tramite la Stardog, etichetta discografica di cui sono proprietari, pubblicano nel marzo del 1989 l'EP Shine; poco dopo firmano con la PolyGram. La band trascorre poi il resto dell'anno e i primi mesi del 1990 esibendosi e registrando l'album d'esordio. Wood a quel punto decide di entrare in riabilitazione al Valley General Hospital Alcohol Drug Recovery Center di Monroe nella speranza di sconfiggere la sua dipendenza dall'eroina e di essere a posto in vista dell'imminente uscita dell'album.
Il 16 marzo del 1990 però il cantante viene trovato nel suo appartamento riverso sul letto in coma da overdose dalla fidanzata Xana La Fuente e portato d'urgenza all'Harborview Hospital di Seattle. Qui Wood viene ricoverato in terapia intensiva; in un primo tempo sembra rispondere bene alle cure, ma un improvviso aneurisma fa smettere di funzionare il suo cervello ed entra in coma irreversibile. Il 19 marzo i genitori danno l'assenso a staccare i macchinari che lo tengono in vita e Wood, attorniato da amici e parenti, muore con in sottofondo A Night at the Opera dei Queen, uno dei suoi dischi preferiti. I Mother Love Bone si sciolgono poco tempo dopo ed Apple, quello che avrebbe dovuto essere il loro album d'esordio, sarà pubblicato solo a luglio dello stesso anno. I resti del cantante sono sepolti al Miller-Woodlawn Memorial Park di Bremerton, nello stato di Washington.

## Dopo la morte
Verso la fine del 1990, il compagno di stanza di Wood, Chris Cornell, cantante dei Soundgarden, e parte dei restanti componenti dei Mother Love Bone, che nel frattempo stavano lavorando a un nuovo progetto, si uniscono in un gruppo, i Temple of the Dog. Il nome della band è ispirato a un verso di una canzone di Wood, Man of Golden Words, dall'album Apple.
Il 16 aprile del 1991 il gruppo pubblica un album in memoria dell'amico scomparso. Pietra miliare del grunge, l'omonimo disco Temple of the Dog vede la collaborazione di due membri dei Soundgarden, Cornell alla voce e Matt Cameron alla batteria (anche lui successivamente entrato a far parte dei Pearl Jam), ai quali si aggiungono gli ex Mother Love Bone Jeff Ament al basso e Stone Gossard alla chitarra, e i due musicisti che avevano cominciato a suonare con loro in quelli che sarebbero diventati di lì a poco i Pearl Jam: Mike McCready (chitarra) e Eddie Vedder (cori e voce in duetto con Cornell sul brano Hunger Strike). Due tracce contenute nel disco, Reach Down e Say Hello 2 Heaven, vengono scritte da Cornell in ricordo dell'amico: da qui nasce l'idea di un intero album tributo.
Gli Alice in Chains, a loro volta, dedicano a Wood il loro album Facelift, del 1990, e la traccia finale dell'album Dirt (1992), Would?, che compare anche nella colonna sonora del film Singles - L'amore è un gioco diretto da Cameron Crowe; nella stessa colonna sonora è anche presente Chloe Dancer/Crown of Thorns dei Mother Love Bone.
Sempre nel 1992 i Faster Pussycat, gruppo sleaze metal di Los Angeles, dedicano a Wood la canzone Mr. Lovedog, inclusa nel loro terzo album Whipped!. Nel 1993 i Candlebox, gruppo post-grunge di Seattle, scrivono in memoria di Wood la canzone Far Behind, la quale diverrà di lì a poco uno dei singoli del loro album di debutto omonimo. L'anno successivo il gruppo musicale The Cult lo nomina, insieme ad altri artisti morti giovani, nel brano Sacred Life contenuto nell'album The Cult.
Nel 1995 Stone Gossard, ex membro dei Mother Love Bone, pubblica tramite la Loosegroove Records, etichetta di sua proprietà, l'album Return to Olympus, contenente alcuni brani dei Malfunkshun. Nel 2005 esce Malfunkshun: The Andrew Wood Story, film che documenta la carriera musicale di Wood e parte della sua storia familiare. Nel 2006 i restanti membri dei Malfunkshun, il fratello Kevin e Regan Hagar, e Shawn Smith, cantante dei Brad e dei Satchel, si uniscono per registrare vecchi brani dei Malfunkshun con i testi lasciati da Wood.

## Discografia

### Con i Malfunkshun
- 1986 - Deep Six (insieme ad altri artisti)
- 1995 - Return to Olympus

### Con i Mother Love Bone
- 1989 - Shine
- 1990 - Apple
- 1992 - Mother Love Bone
- 2016 - On Earth as It Is - The Complete Works

## Videografia

### Con i Mother Love Bone
- 1993 - The Love Bone Earth Affair